# ヤッターマンWii ビックリドッキリマシンで猛レースだコロン
『ヤッターマンWii ビックリドッキリマシンで猛レースだコロン』（ヤッターマンウィー ビックリドッキリマシンでもうレースだコロン）は、2008年12月11日にタカラトミーから発売されたWii向けのレースゲームである。

## 概要
『ヤッターマン』に登場したキャラクターやコックピットメカ（一部タイムボカンシリーズ他作品からのメカを含む）をデザインした車や、ヤッターワンなどのメカによるレースゲーム。

## 登場マシン
- ガンちゃんカー
- アイちゃんカー
- オモッチャマカー
- ヤッターワン
- ヤッターペリカン
- ヤッターアンコウ
- 新ガンちゃんカー
- 新アイちゃんカー
- 新オモッチャマカー
- ヤッターワン改
- ヤッターペリカン改
- ヤッターアンコウ改
- ヤッターワンF（ファイナル）
- J（ジェット）ヤッターペリカン
- T（タンク）ヤッターアンコウ
- ヤッターペリカンスカイ
- ドロンジョカー
- ボヤッキーカー
- トンズラーカー
- 新ドロンジョカー
- 新ボヤッキーカー
- 新トンズラーカー
- おだてブタカー
- コーラスガラスカー（ゼンダマンより）
- ドッチラケカー
- ヤカンカー（逆転イッパツマンより）
- おはやし星人カー（タイムパトロール隊オタスケマンより）
- おろかぶカー（ヤットデタマンより）
- ドクロリングカー
- コロコロコミックカー
- ガンちゃんカーS
- アイちゃんカーS
- オモッチャマカーS
- ヤッターワンS
- ヤッターペリカンS
- ヤッターアンコウS
- 新ガンちゃんカーS
- 新アイちゃんカーS
- 新オモッチャマカーS
- ヤッターワン改S
- ヤッターペリカン改S
- ヤッターアンコウ改S
- ヤッターワンF（ファイナル）S
- J（ジェット）ヤッターペリカンS
- T（タンク）ヤッターアンコウS
- ヤッターペリカンスカイS
- ドロンジョカーS
- ボヤッキーカーS
- トンズラーカーS
- 新ドロンジョカーS
- 新ボヤッキーカーS
- 新トンズラーカーS
- おだてブタカーS
- コーラスガラスカーS
- ドッチラケカーS
- ヤカンカーS
- おはやし星人カーS
- おろかぶカーS
- ドクロリングカーS
- ヤッターマンブックカー

## 登場エンジン
- ヤッターエンジン
- ドロンボーエンジン
- E（エネルギー）チャージエンジン
- ヤッターエンジン改
- ドロンボーエンジン改
- E（エネルギー）チャージエンジン改
- ケンダマエンジン
- スカポンエンジン
- ビックリエンジン
- シビレエンジン
- インチキエンジン
- ドッキリエンジン
- メガエンジン
- アラホラエンジン
- コロンエンジン
- 勝利のエンジン
- アカポンエンジン
- おだてエンジン
- ヤッターエンジンF（ファイナル）
- ドロンボーエンジンF（ファイナル）
- ドクロエンジン
- マキシマムエンジン

## 登場シャーシ
- ヤッターシャーシ
- ドロンボーシャーシ
- E（エネルギー）チャージシャーシ
- ヤッターシャーシ改
- ドロンボーシャーシ改
- E（エネルギー）チャージシャーシ改
- ケンダマシャーシ
- スカポンシャーシ
- ビックリシャーシ
- シビレシャーシ
- インチキシャーシ
- ドッキリシャーシ
- メガシャーシ
- アラホラシャーシ
- コロンシャーシ
- 勝利のシャーシ
- アカポンシャーシ
- おだてシャーシ
- ヤッターシャーシF（ファイナル）
- ドロンボーシャーシF（ファイナル）
- ドクロシャーシ
- マキシマムシャーシ

## 登場サスペンション
- ヤッターサスペンション
- ドロンボーサスペンション
- Eチャージサスペンション
- ヤッターサスペンション改
- ドロンボーS（サスペンション）改
- EチャージS（サスペンション）改
- ケンダマサスペンション
- スカポンサスペンション
- ビックリサスペンション
- シビレサスペンション
- インチキサスペンション
- ドッキリサスペンション
- メガサスペンション
- アラホラサスペンション
- コロンサスペンション
- 勝利のサスペンション
- アカポンサスペンション
- おだてサスペンション
- ヤッターS（サスペンション）F（ファイナル）
- ドロンボーS（サスペンション）F（ファイナル）
- ドクロサスペンション
- マキシマムサスペンション